# پیگات (آرکانزاس)
پیگات (آرکانزاس) (به انگلیسی: Piggott, Arkansas) یک شهر در ایالات متحده آمریکا با جمعیت ۳٬۸۴۹ نفر است که در آرکانزاس واقع شده‌است.

## موقعیت جغرافیایی
موقعیت جغرافیایی شهرها و مناطق اطراف به شرح زیر است: